# Křižování (žehnání)

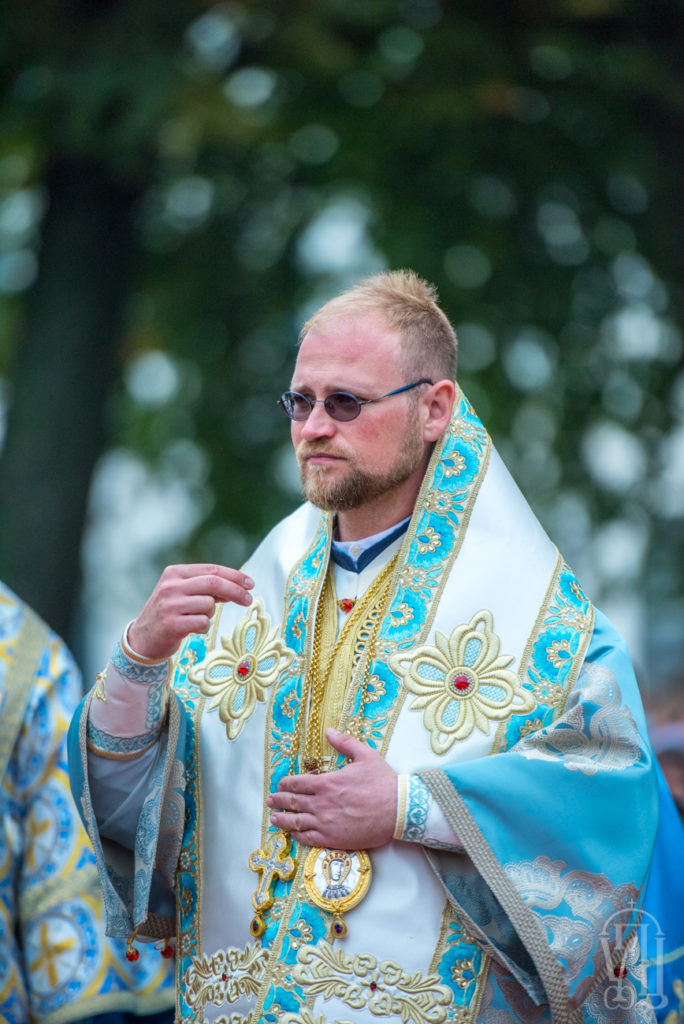
Arcibiskup Jiří činí znamení kříže během liturgie

Křižování je v katolicismu, pravoslaví a protestantismu rituál, který provádí věřící zejména při vstupu do kostela, při modlitbě (na jejím konci, případně i na začátku) a na určených místech při bohoslužbách. Zpravidla se doprovází slovy „Ve jménu Otce i Syna i Ducha svatého“ a popřípadě také aklamací „Amen“.

## Historie
Tento zvyk se praktikoval už v prvotní církvi, v dnešní podobě existuje zhruba od 8. století v pravoslaví, změn doznal ve 13. století v katolické církvi.
Papež Inocenc III. stanovil, že se má křižovat v západní církvi třemi spojenými prsty nejprve z pravého na levé rameno. 

## Charakteristika
Při křižování se v římskokatolické církvi a protestantských církví člověk pravou rukou dotkne postupně čela, prsou, levého a poté pravého ramene. V pravoslaví a dalších východních církvích včetně řeckokatolické se věřící křižují třemi spojenými prsty (palcem, ukazováčkem a prostředníčkem, které znázorňují spojenou Boží trojjedinost) a dotýkají se nejprve pravého a teprve poté levého ramene, což bylo obojí běžné i v západní církvi až do 13. století.